# Hamary Dániel
Kis-igmándi Hamary Dániel (Tata, 1826. március 25. – Budapest, 1892. február 21.) orvosdoktor, magyar királyi honvéd törzsorvos, 1848/49-es honvéd tüzérhadnagy, író, a márciusi ifjak egyike. Írói álneve: Borongó.

## Élete

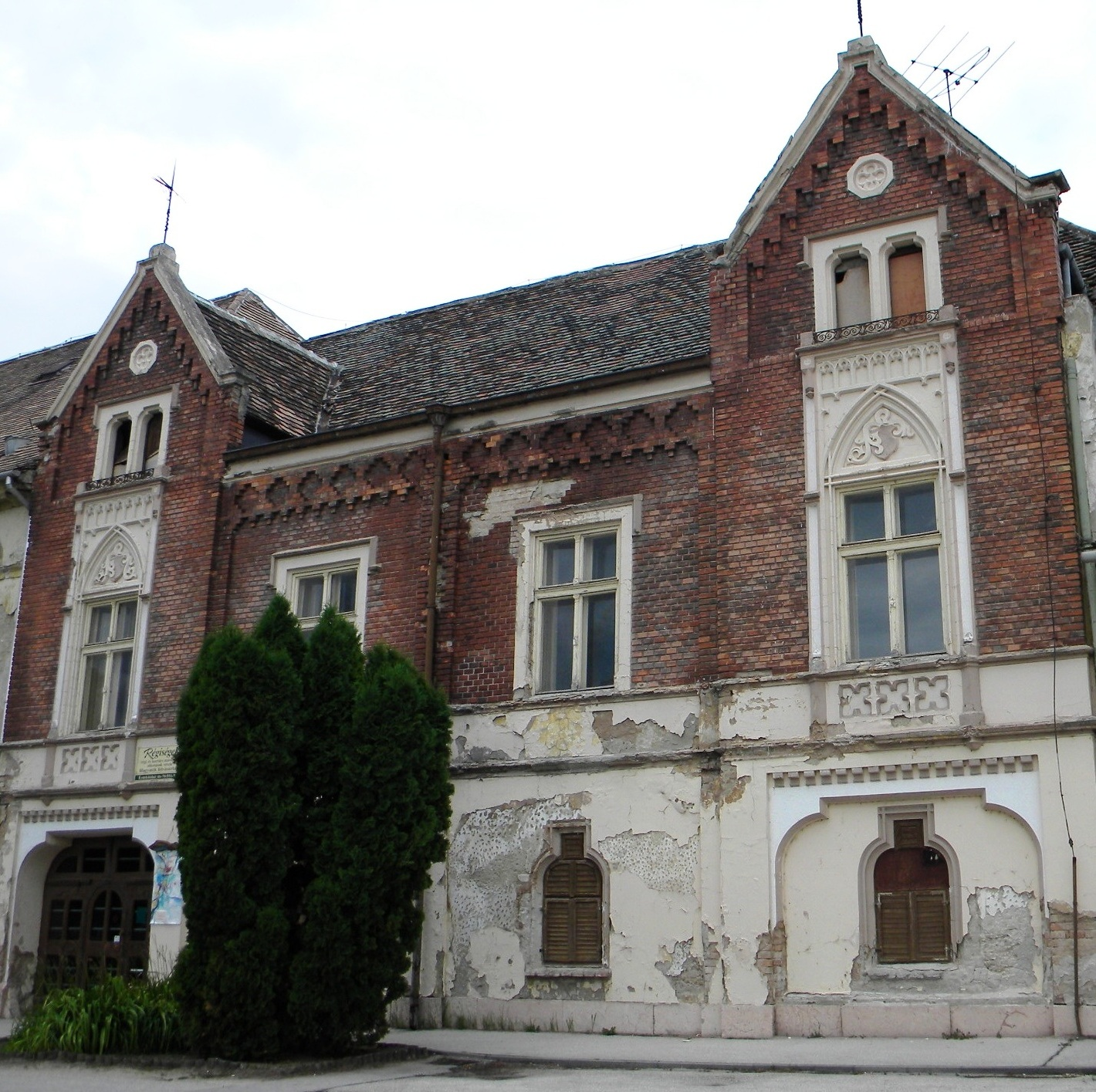
Hamary Dániel szülőháza Tatán a Tópart utca 6. szám alatt

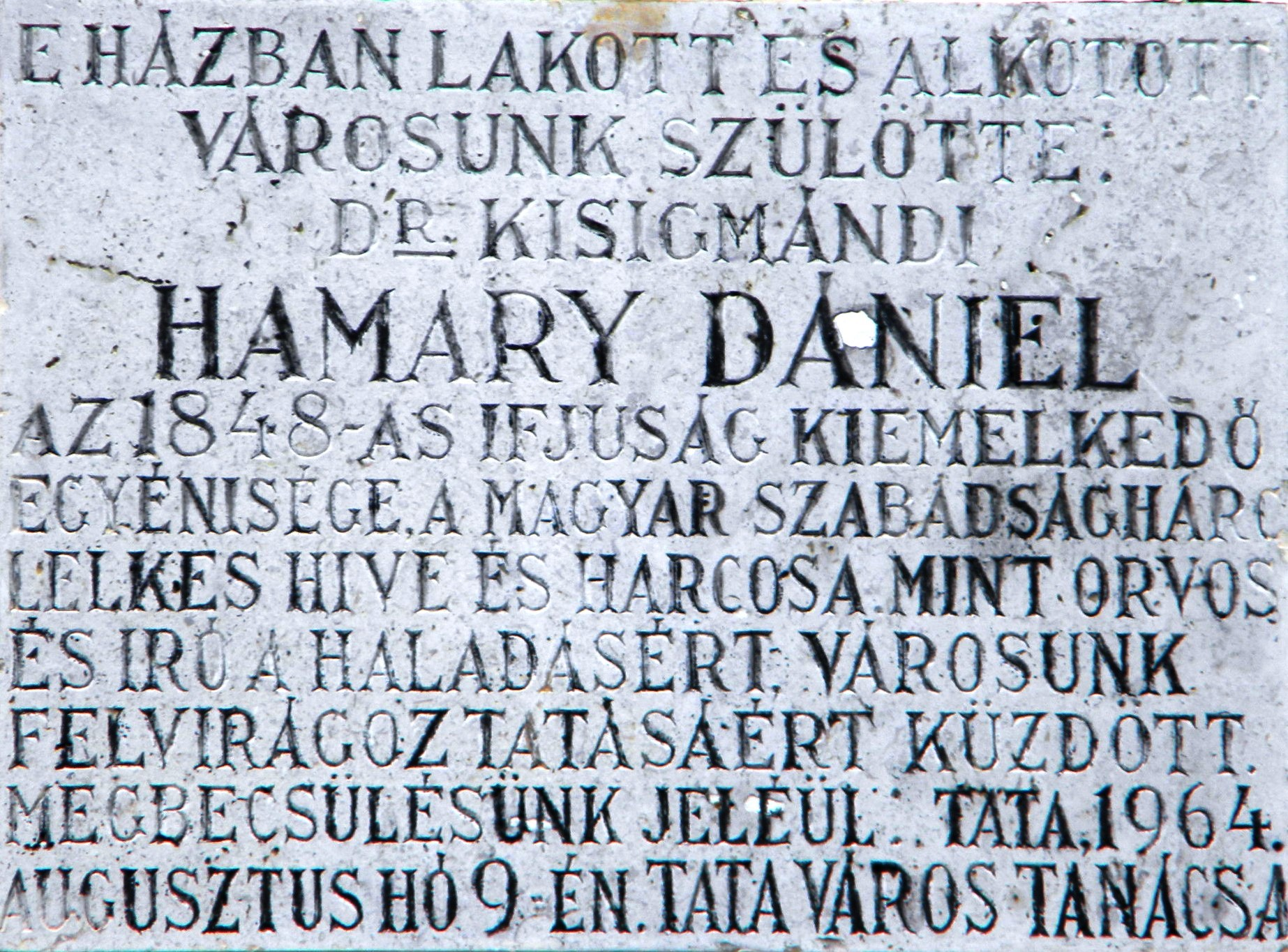
A Hamary emléktáblát szülőháza falán helyezték el

Hamar Dániel kalaposmester és rév-komáromi Patkó Lidia fia (a család ősnemes családból a Székelyföldről Futásfalváról származott). Hamary iskoláit a tatai református elemi iskolában kezdte s hogy a német nyelvet is megtanulja, szülei Óbudára adták, ahol tíz hónapot töltött. A gimnázium öt osztályát a tatai gimnáziumban járta; a VI. osztályt (poézist) magántanulóként végezte. 1843-ban a VII. osztályba (logika) Pápára a református kollégiumba ment, ahol Tarczy, Bocsor, Széki és Zádor voltak tanárai. Az ifjúság főiskolai könyvtárának két évig könyvtárnoka s az önképző-társulatnak egyik jegyzője volt; itt két munkájáért dicséretet nyert és a társulatnak Bajza c. kézirati lapját szerkesztette. 
A jogot is elvégezve 1847-ben az orvosi pályára lépett Pesten. Az 1848 márciusi napokban élénk részt vett a fővárosi ifjúság mozgalmaiban s Vasvári Pállal baráti viszonyba lépett. 
Jelen volt a 12 pont proklamálásánál s Táncsics Mihálynak budai fogságából való kiszabadításánál. A mozgalmas időkben az iskolák hamarabb véget értek, mire ő szülőföldére ment és az alakulóban volt tatai nemzetőrök közé lépett és a Komárom megyei nemzetőrökkel, atyjával és két testvérével részt vett a schwechati csatában. Ezután a komáromi vártüzérekhez állott, később mint tűzmester Krivácsi alezredes parancsnoksága alatt írta annak napi parancsait. Jelen volt az 1849. július 2-ai és 11-ei csatákban és a várfeladás előtti napokban tüzérhadnagyi rangot nyert. A szabadságharc után (míg 1847-ben 90-en kezdték) 30-an folytatták novemberben Pesten az orvosi pályát; ezek közt Hamary is. Sok zaklatásnak volt kitéve, sőt többheti fogságot is szenvedett. 
1853-ban végezte az orvosi kurzust, és a szegénygyermek-kórházban dr. Bókai János mellett másodasszistens lett. 1854-ben orvossebész-doktorrá avatták, s Tatán mint gyakorlóorvos működött. 1858-ban a tó partján fürdőt építtetett; a tatai református egyház megválasztotta elöljárójának; később az elöljáróság jegyzője lett és a református iskolában könyvtárt alapított. 1859-ben Kazinczy-ünnepet rendezett, 1861-ben Tata-Tóváros tanácsosa lett, mely tisztéről az év végén leköszönt. 
Az 1863-ban keletkezett Neszmélyvidéki borász-társulat megválasztotta tagjává s pénztárnokává. A magyar orvosok és természetvizsgálóknak 1863-ban Pesten tartott nagygyűlésén előadást tartott és az orvosi segítő-egyesület tervét elkészítette; a Kisfaludy Társaság alapítói közé lépett. Az 1864-ben alakult magyar orvosi könyvkiadótársulat alapító tagja lett (200 forinttal). A budapesti királyi orvosegylet levelező tagjává választotta. Tatában kaszinó létrejöttét eszközölte (ennek 1870-ben elnöke lett). 
1867-ben Komárommegye tiszteleti főorvossá választotta; a tatai honvédegyletet megalakította s ennek főjegyzője lett. 1869-ben honvéd ezred-orvossá nevezték ki a tatai magyar királyi 64. zászlóaljhoz. 1870-ben a tatai református elöljáróság a református iskolaszék elnökévé választotta. 1871. július 13-án honvéd dandárorvossá léptették elő Sopronba, ahol Ballagi Károly tanfelügyelő barátjával a magyar nyelv ügyét mozdította elő. A magyar orvosok és természetvizsgálók XVI. nagygyűlésére 1872-re titkárul választották, az 1874-es Győrött tartott nagygyűlésen pedig 20 aranyat tűzött ki jutalmul az 1848 és 1874 között magyar nyelven megjelent orvosi munkák könyvészeti kimutatására. 
Ez évben Budapestre helyezték át az I. honvéd dandárparancsnoksághoz, a budapesti orvosi kör pedig igazgató tanácsa tagjává választotta. 1874. december 2-án Hamar vezetéknevét, ő felsége engedélyével, nemességének épségben tartása mellett, Hamaryra változtatta. 1876. október 30-án Székesfehérvárra helyezték át az V. honvéd-kerületi parancsnoksághoz, ahol a törzsorvosi teendőkkel bízták meg. 
1882-ben mint az I. honvédkerület törzsorvosa s egészségügyi előadó, Budapestre helyezték át. 1885-ben közreműködésével megalakult a budai református egyház. 1889 körül nyugalomba vonult. Meghalt 1892. február 21-én Budapesten. A fentebb felsoroltakon kívül még több tudományos és emberbaráti társulatnak alapító s igazgató választmányi tagja volt.
Ő írta az első magyar nyelvű szívgyógyászati könyvet.

## Emlékezete

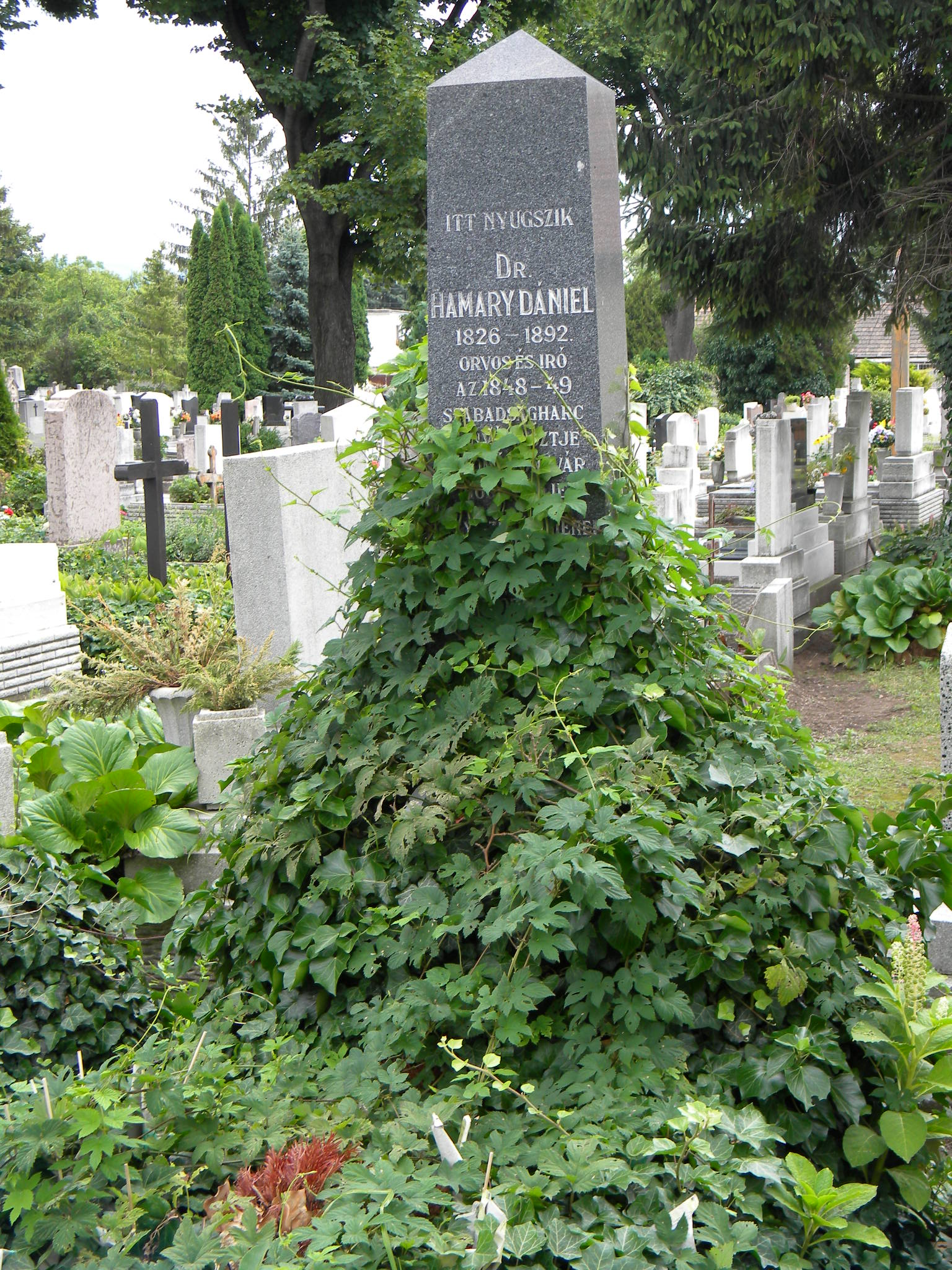
Hamary Dániel sírja Tatán az Almási úti temetőben

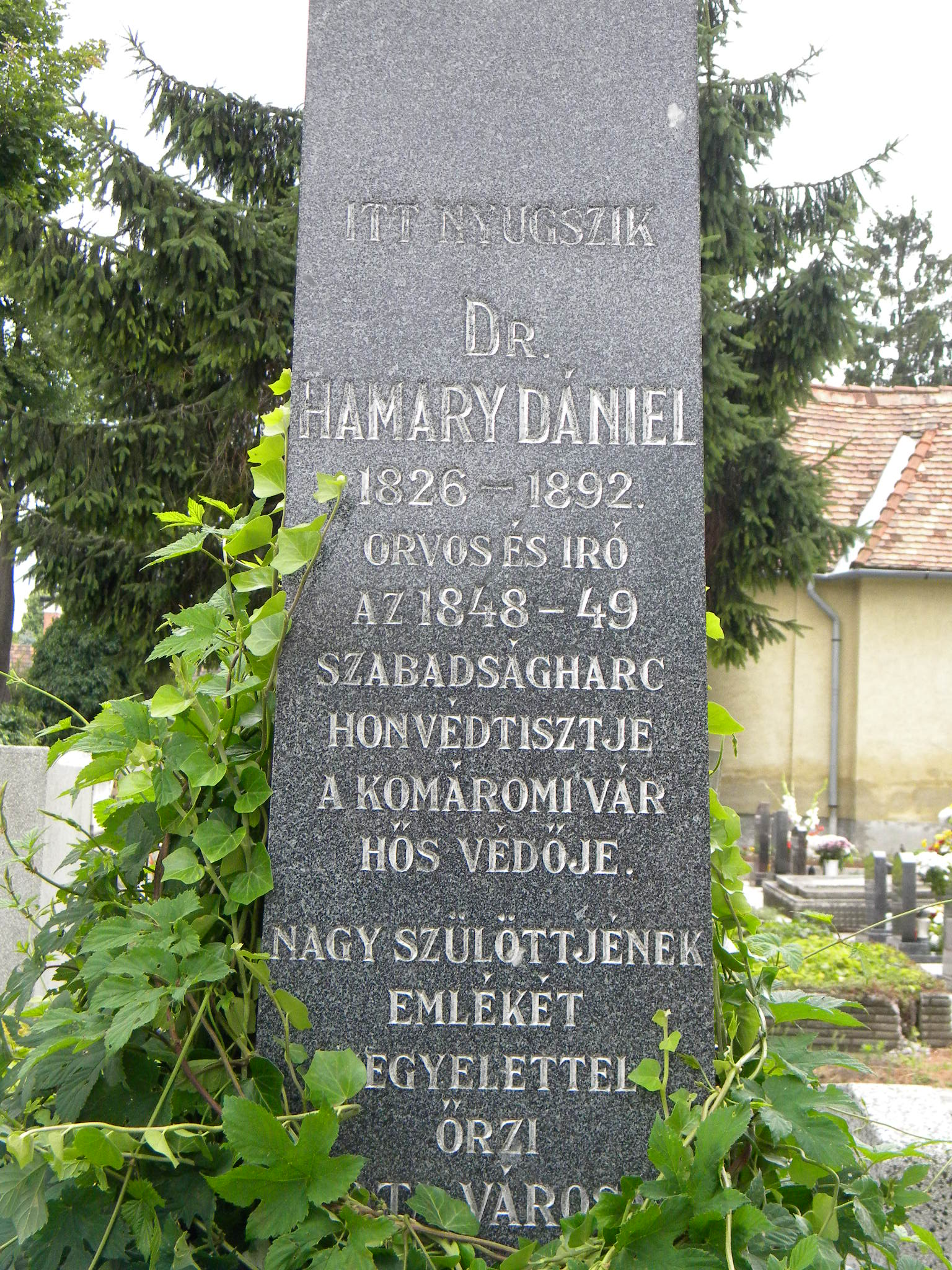
Hamary Dániel sírköve

Síremléke Tatán, az Almási úti temetőben található, nevét ugyancsak szülővárosában utca és emléktábla is őrzi. Szülőháza a Tópart utca 6. szám alatt áll.

## Cikkei, költeményei folyóiratokban
- Pesti Divatlap (1844-1846.) epigrammák
- Hazánk (1845, 1847)
- Életképek (1847-1848)
- Munkások Ujsága (1848)
- Márczius Tizenötödike (1848)
- Közlöny (1848 tatai levelek)
- Komáromi Értesítő és Komáromi Lapok (1849)
- Romemlékek (1851)
- Hölgyfutár (1851. Vegytani elmélkedések, Művészet, Görög vallás, Hangászat, Szinészet, Lyrai költészet, 1852. Tánczművészet, Szobrászat, Építészet, Festészet, A szépről, 1853. A pesti három czigánybanda, Művészet czélja, Természet, A természeti szép, 1854. A művészi szép, Az idealis arczok)
- Müller Gyula Nagy Naptára (1853. Az osztrák birodalom legnevezetesebb ásványvizeinek kivonatos ismertetése orvosi tekintetben)
- Vas Gereben Nagy Naptára (1854. A betegségek okairól)
- Vasárnapi Ujság (1854. Canrobert tábornok, A vakokról, 1856)
- Pesti Napló (1854. 211., 240., 269. sz. Tata és Vidéke, 278. sz. könyvism., 1855-67. tatai levelek és könyvism.)
- Magyar Sajtó (1855. tárczaczikkek és levelek Tatából, 1856-57)
- Kelet Népe (1856. 318. sz. Ujszülöttek gyöngesége)
- Kalauz (1856)
- Magyar Néplap (1856. költ.)
- Budapesti Viszhang (1856)
- Tanodai Lapok (1856. Népszerű egészségtan, 1857. Illemtan és könyvism.)
- Napkelet 1857-58, költ. és epigrammák)
- Győri Közlöny (1857. költ. és levelek, 1882. Levél a Gy. K. 25 éves jubileuma alkalmával)
- Nővilág (1857-1858)
- Orvosi Hetilap (1857. Sajátságos lefolyású görvélykór, 1858. Alszár fekélyek, 1859. Ördög-látás, 1860. Szúrtseb., 1861. Könyvism., 1862. Kanyaró járványról, 1863. A pokolvar, A csúzos derme, 1865. Gyógyszerhatások, 1866-67. Magángyakorlati naplómból)
- Prot. Egyh. és Iskolai Lap (1858. Önadóztatás a domestikára, 1859-60)
- Magyarország (1861)
- Gyógyászat (1861. Haldokló öngyilkos, 1862. Kórházi tapasztalatok Tatából, 1863. A szívbetegségek főjelei s következményei, 1864. Szívsorvadás, Szívizomlob, Szívtúltengés, sat., 1865. Idült gégehurut, Szívtágulat, Ideges szívdobogás, Szívdag, A szívbillentyűk és nyilások bántalmai, 1866. Függérlob, Ütérlob, Visszérlob, Nyirkedénylob. 1867. Az 1866. évi cholera Tatában sat., 1868. A kehrángás, 1869. Guta ütési, majd nyavalyatörési harmadnapos váltóláz egy esete, 1870. A művi termékenyítés kérdéséhez, 1871. Állgörcs és derme, kedélykóros egyénen, 1872. Késlekedő, mindennapos, veszélyes váltóláz egy esete, Felismerhetők-e mindég azonnal a veszélyes váltólázak, 1873. Styrax, a rüh ellen, 1875., 1883-1884)
- Hazánk, Külföld (1867-68. Komáromi napok)
- A Honvéd (1867. A komáromi várőrség utolsó szép napja, A komáromi nemzetőrök jegyzőkönyve 1849-ben, 1868. 1870-73. Schiffler Ferencz m. kir. honvéd alezredes és Titteldorf József m. kir. honvéd őrnagy életrajza, Tata, 1870. jun. 16. H. E. O. aláirással, A Komáromi Lapok és honvéd írói, egy része a Harczi Világ cz. melléklapban)
- Országos Honvéd Naptár (1868. Komáromi vár napjai s emlékek 1849-ből, epigrammák sat.)
- Századunk (1869. Tata nov.)
- Katonai Közlöny (1870. Katholikus templom-diszletek)
- Sopron (1871. Irodalmi emlékeink 1849-ből, 1872. Klapkainduló első fogadtatása, czikkek Vitéz Hári János és Borongó álnévvel, Hozzunk-e külföldi tanerőket hazánkba, 28. sz. A távozotthoz, költ. Göthe után és ered. költemények. könyvism.. 1873. Tüskés dalok, Elegia, Seneca arany mondásai, Apró életképek, * jegygyel is, 1874. Házi gyógyszerek és gyógymódok, elbeszélések, 1875-76. Eredeti s ford. költemények)
- Magyar Nyelvőr (1872-74. Tata vidéki népdalok és Péter Marczi népkölt., Népmesék, Féhaj), *Pozsonyvidéki Lapok (1874. Dévénytől Komáromig. Huszonöt évvel ezelőtt, Multunk küzdelmeiből, Soproni levelek, Könyvism. 1875-76. Az 1849. komáromi honvédparancskönyvből, 52. sz. Néhány adat még Petőfi Sándorról, Istvánról és szüleiről)
- Közegészségi Lapok (1875-76. A budai honvéddandár közegészségi állapota)
- Szatmár (1875. Adomák Mari álnévvel)
- Székesfehérvár (1877-79. költemények Borongó álnévvel)
- Székesfehérvár és Vidéke (1877. 1879-81. Elbeszélések, gnómák, epigrammák, xeniák sat. Borongó álnévvel)
- Fehérvári Hiradó (1880. Eredeti s ford. költ., Álhalál vagy elrejtőzés, Irodalmi visszapillantás a pápai ref. főiskolai képző társulatra «Névtelen» aláirással, Pécsi levelek sat.)
- Fejérvári Szemle, Fehérvári Hiradó (1881-83. Költ. és epigrammák Borongó névvel 1884. Budavári levelek)
- Tata-Tóvárosi Hiradó (1881-85. Költ., eredetiek és német költőktől H. D. jegygyel)
- Budapesti Hirlap (1881. 56., Boros Mihály 50 éves írói jubileumának indítványozása. 170. sz, Ismeretlen emléksorok Lisznyai Kálmántól, 1882. 201. sz. Lamberg megöletéséhez, 1883. 36. sz. Pályázati eredmény, 74. sz. Kik csinálták a Márczius 15-dikét? 273. sz. Uj élet a Ludovica Akadémiában, 1884. 267. sz. A Ludoviceumból)
- székesfejérvári Szabadság (1881. Epigrammák, xeniák, 1882. költ., Camoens, és Makart, Trencséni várban, elegia Kelenföldi Endre névvel, 1883. Epigr., 1884. Farsangi versek)
- Fővárosi Lapok (1883. 15. sz. Epigramma B. jegygyel)
- Bolond Istók (1883. Fakovák, Hirtelendy álnévvel)
- Figyelő (XXIII. 1885. Boleszny Antal életrajza)
- Hazánk (1886. Márczius 15-ike 1848-ban)

## Művei
- Nem kell szerzetes rend. Pest, 1848
- Orvosi vénytan. Magyarítá latinból és bővité. Pest, 1852
- Tüskés dalok Irta Borongó. Győr, 1863
- A szívbetegségek különös kór és gyógytana. Komárom, 1865
- Komáromi napok 1849-ben Klapka György honvéd tábornok alatt. Pest, 1869 (előbb a Hazánk s a Külföldben 1867-68)
- Soprontól Mehádiáig és vissza. Sopron, 1873 (előbb a Sopron cz. lapban)
- Apró életképek. Székesfehérvár, 1879

## Álnevei és jegyei
Futásfalvi Jenő, Piros Pista, Hajnal csillag, Szerelmes zivatar, Egy választó, Vad Moraj, A körpáholy belső titkos tanácsosa, H....i D., -hd-, H.... Mari, Z....n., Marietta, Fánni, A régi jó, Melinda, Zordon, Z., -25-, Rendetlen levelező, Főszegi, Don Gunárosz, Intrepid, Rohamol, Belizár, Fiumei, Izmén, Egy tatai műkedvelő, r. t., Ő az., Állj! ki vagy?, H....y, h+d., F. H., Bukaresti, Neszmélyi, Forgó szél, yl., Bohó, B-o, y. l., B., Bibi és Ébren Álmodó a nevezett lapokban.